# NGC 1968
NGC 1968 је расејано звездано јато у сазвежђу Златна риба које се налази на NGC листи објеката дубоког неба.
Деклинација објекта је - 67° 27' 48" а ректасцензија 5h 27m 24,0s. Привидна величина (магнитуда) објекта NGC 1968 износи 9,0. NGC 1968 је још познат и под ознакама ESO 56-SC130.